# Меморіал Івана Глінки 1995
Тихоокеанський кубок (англ. Pacific Cup) — 5-й міжнародний юніорський хокейний турнір.

## Підсумкова таблиця
| М  | Команда | І | В | Н | П | Ш    | О |
| -- | ------- | - | - | - | - | ---- | - |
| 1. | Канада  | 3 | 3 | 0 | 0 | 16:6 | 6 |
| 2. | Росія   | 3 | 2 | 0 | 1 | 16:7 | 4 |
| 3. | США     | 3 | 0 | 1 | 2 | 6:13 | 1 |
| 4. | Японія  | 3 | 0 | 1 | 2 | 7:19 | 1 |

- Канада - США 5:2
- Росія - Японія 9:2
- Канада - Японія 8:3
- Росія - США 6:2
- США - Японія 2:2
- Росія — Канада 1:3

## Плей-оф

### Півфінали
- Росія - США 6:3
- Канада - Японія 11:0

### Матч за 3 місце
- США - Японія 7:0

### Фінал
- Росія - Канада 6:1

## Найкращі по лініях
- Воротар  Костянтин Чащухін
- Захисник  Андрій Зюзін
- Нападник  Сергій Самсонов